# William Henry Barnum

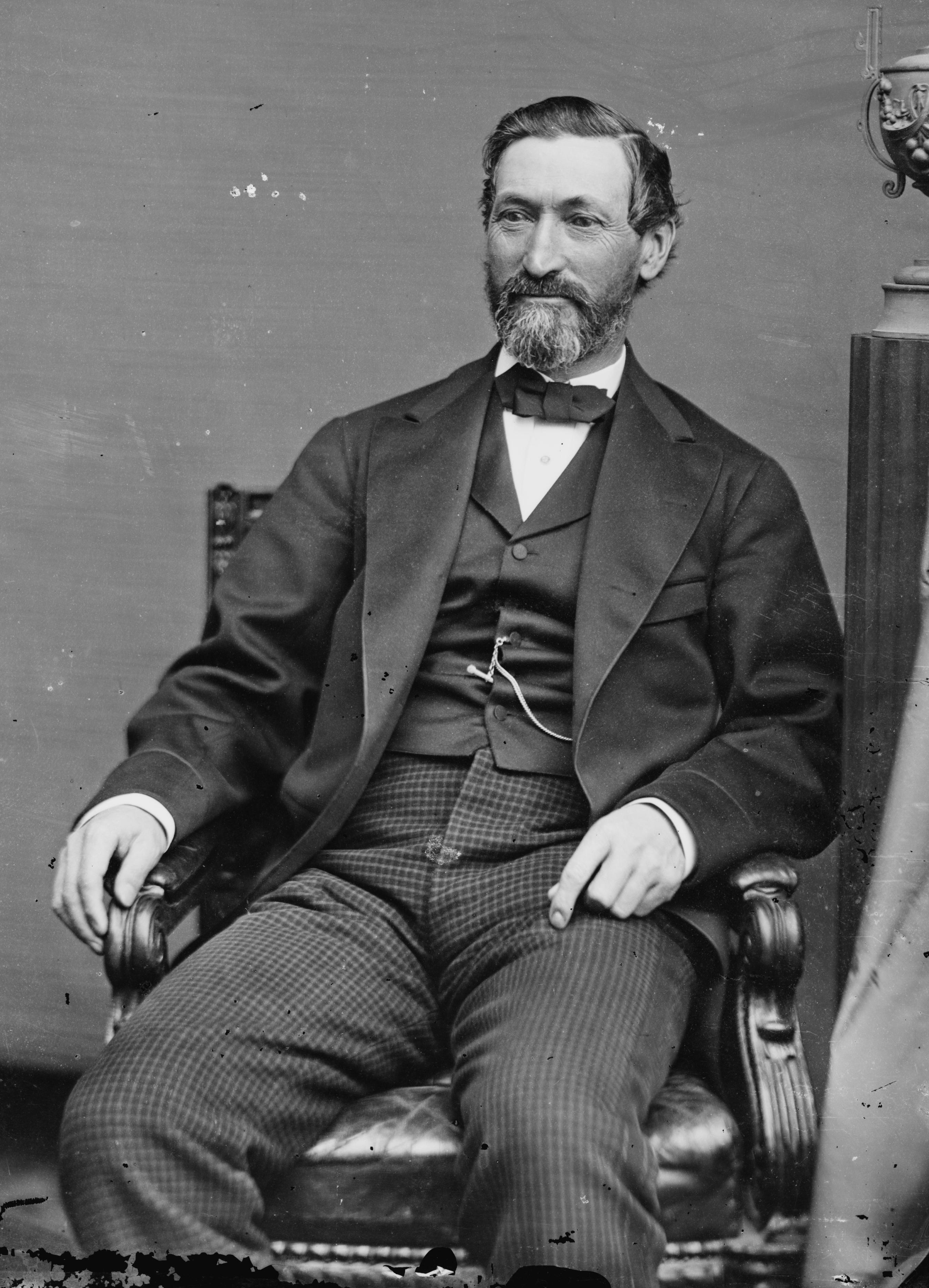
William Henry Barnum.

William Henry Barnum, född 17 september 1818 i Boston Corners, Berkshire County, Massachusetts (numera Boston Corner, Columbia County, New York), död 30 april 1889 i Litchfield County, Connecticut, var en amerikansk demokratisk politiker och industriman. Han representerade delstaten Connecticut i båda kamrarna av USA:s kongress, först i representanthuset 1867–1876 och sedan i senaten 1876–1879. Han var ordförande i Democratic National Committee från 1877 fram till sin död. Han var känd som "Seven Mule Barnum".
Barnums far var verksam inom järnindustrin i Connecticut. Barnum var först lärling och senare delägare i faderns företag. Järnindustriföretaget omorganiserades senare som aktiebolag och fick 1864 namnet Barnum Richardson Company. Barnum var sedan företagets verkställande direktör. Som sådan var Barnum en framstående industrialist och företaget hade en ledande ställning i tillverkningen av järnvägsvagnshjul.
Barnum efterträdde 1867 John Henry Hubbard som kongressledamot. Hans republikanska motkandidat i Connecticuts fjärde distrikt var släktingen och showmannen Phineas Taylor Barnum.
År 1872 grundade Barnum tillsammans med Ely Ensign företaget Ensign Manufacturing Company som tillverkade järnvägsvagnar. Finansieringen kom huvudsakligen från Barnum och Collis Potter Huntington. Ensign fick betydande beställningar av vagnar avsedda för varutransporter från både Central Pacific Railroad och Southern Pacific Railroad. Huntington var en betydande ägare i båda av dessa stora järnvägsbolag.
Senator Orris S. Ferry avled 1875 i ämbetet och James E. English blev utnämnd till senaten. Barnum efterträdde sedan 1876 English som senator för Connecticut. Han efterträddes 1879 av Orville H. Platt.
Barnum efterträdde 1877 Abram Hewitt som ordförande i Democratic National Committee. Han avled 1889 och efterträddes av Calvin S. Brice. Barnum var den långvarigaste DNC-ordföranden i Demokratiska partiets historia.
Barnum var anglikan och känd för sin religiösa tolerans. Han donerade pengar till den romersk-katolska kyrkan och vägrade att avskeda sina katolska anställda då lokala antikatolska protestanter ställde sådana krav. Barnum gravsattes på Lime Rock Cemetery i Salisbury, Connecticut.